# Dolichotachina proxima
Dolichotachina proxima är en tvåvingeart som beskrevs av Seguy 1953. Dolichotachina proxima ingår i släktet Dolichotachina och familjen köttflugor. Inga underarter finns listade i Catalogue of Life.